# 씨앤에스링크
씨앤에스링크(영어: CNS Link)는 대한민국의 내비게이션 및 블랙박스 기업이다.